# Wilhelm Baggstedt
Wilhelm Baggstedt, född 9 augusti 1834 i Falu Kristine församling, Kopparbergs län, död 23 maj 1888 i Hjo stadsförsamling, Skaraborgs län, var en svensk läkare.
Baggstedt blev student vid Uppsala universitet 1855, medicine kandidat 1863 och medicine licentiat vid Karolinska institutet i Stockholm 1867. Han var distriktsläkare i Botkyrka distrikt 1868–1872, intendent vid Södertälje badanstalt 1869–1872, provinsialläkare i Sundsvalls distrikt 1872–1877, tillika läkare vid Sundsvalls vattenkuranstalt, provinsialläkare i Hjo distrikt från 1877, stadsläkare i Hjo stad 1877–1884 och läkare vid Hjo Vattenkuranstalt 1877–1880.